# ATCC 1991
ATCC 1991 vanns av Jim Richards, vilket var nyzeeländarens fjärde och sista titel i klassen.  Mark Skaife tog fler poäng totalt, men Richards vann titeln eftersom förarna var tvungna att räkna bort sitt sämsta resultat.

## Delsegrare
| Bana           | Vinnare        | Märke  | Tvåa         | Märke  | Trea           | Märke  |
| -------------- | -------------- | ------ | ------------ | ------ | -------------- | ------ |
| Sandown        | Jim Richards   | Nissan | Mark Skaife  | Nissan | John Bowe      | Ford   |
| Symmons Plains | Jim Richards   | Nissan | Mark Skaife  | Nissan | Glenn Seton    | Ford   |
| Wanneroo       | Mark Skaife    | Nissan | Jim Richards | Nissan | Tony Longhurst | BMW    |
| Lakeside       | Jim Richards   | Nissan | Mark Skaife  | Nissan | Tony Longhurst | BMW    |
| Winton         | Jim Richards   | Nissan | Mark Skaife  | Nissan | Glenn Seton    | Ford   |
| Amaroo         | Tony Longhurst | BMW    | Jim Richards | Nissan | Mark Skaife    | Nissan |
| Mallala        | Mark Skaife    | Nissan | Jim Richards | Nissan | Tony Longhurst | BMW    |
| Lakeside       | Tony Longhurst | BMW    | Jim Richards | Nissan | Alan Jones     | BMW    |
| Oran Park      | Mark Skaife    | Nissan | Alan Jones   | BMW    | Tony Longhurst | BMW    |

## Slutställning
| Plats | Förare         | Märke  | Poäng |
| ----- | -------------- | ------ | ----- |
| 1     | Jim Richards   | Nissan | 137   |
| 2     | Mark Skaife    | Nissan | 132   |
| 3     | Tony Longhurst | BMW    | 108   |
| 4     | Alan Jones     | BMW    | 70    |
| 5     | Glenn Seton    | Ford   | 70    |
| 6     | Peter Brock    | Holden | 38    |
| 7     | John Bowe      | Ford   | 34    |
| 8     | Win Percy      | Holden | 30    |
| 9     | Dick Johnson   | Ford   | 27    |
| 10    | Colin Bond     | Ford   | 26    |